# 23 tháng 4
Ngày 23 tháng 4 là ngày thứ 113 trong mỗi năm thường (ngày thứ 114 trong mỗi năm nhuận). Còn 252 ngày nữa trong năm.

## Sự kiện
- 303 – Thánh George (Gióoc) bị giết vì tin Chúa.
- 1920 – Hội nghị Đại quốc dân Thổ Nhĩ Kỳ được thành lập tại Ankara, nước Thổ Nhĩ Kỳ hiện đại bắt đầu.
- 1949 – Hải quân Quân Giải phóng Nhân dân Trung Quốc được thành lập tại Thái Châu, Giang Tô trong bối cảnh Quốc-Cộng nội chiến.
- 1967 – Tàu Soyuz 1 đi vào quỹ đạo, mang theo một nhà du hành vũ trụ là đại tá Vladimir Komarov, khi trở lại Trái Đất thì phi thuyền rơi, nhà du hành chết.
- 1968 – Vương quốc Anh sản xuất đồng tiền đầu tiên có số thập phân, đồng tiền 5p và 10p.
- 1968 – Chiến tranh Việt Nam: Sinh viên phản đối ở Đại học Columbia ở Thành phố New York chiếm giữ các tòa nhà của ban quản lý nhà trường và đóng cửa trường đó.
- 1974 – Máy bay Boeing 707 của Pan American World Airways rơi ở Bali, Indonesia, làm chết 107 người.
- 1975 – Chiến tranh Việt Nam: Tại Đại học Tulane ở Louisiana, Tổng thống Mỹ Gerald Ford phát biểu là chiến tranh đã kết thúc đối với Hoa Kỳ.
- 1990 – Namibia trở thành nước thứ 106 trong Liên hiệp quốc và nước thứ 50 trong Khối Thịnh vượng chung Anh (British Commonwealth).
- 1993 – Người dân Eritrea bỏ phiếu cho việc tách ra khỏi Ethiopia trong cuộc trưng cầu dân ý có sự quan sát, điều hành của Liên hiệp quốc.
- 1994 – Các nhà vật lý học tìm được hạt hạ nguyên tử quark top.
- 2003 – Bắc Kinh đóng cửa mọi trường học trong hai tuần vì virút cúm SARS.

## Sinh
- 1185 – Vua Afonso II của Bồ Đào Nha (m.1233)
- 1676 – Vua Frederick I của Thụy Điển (m. 1751)
- 1791 – James Buchanan, Tổng thống Mỹ thứ 15 (m. 1868)
- 1792 – John Thomas Romney Robinson, nhà thiên văn và nhà vật lý người Ireland (m. 1882)
- 1858 – Max Karl Ernst Ludwig Planck, nhà vật lý người Đức (m. 1947)
- 1897 – Lester B. Pearson, Thủ tướng Canada thứ 14 (m. 1972)
- 1928 – Shirley Temple, diễn viên Mỹ (m. 2014)
- 1962 – Elaine Smith, diễn viên Scotland
- 1977 – John Cena, đô vật và ca sĩ nhạc rap Hoa Kỳ
- 1978 - Võ Thành Tâm, diễn viên người Việt Nam
- 1988 - Quốc Trường, diễn viên người Việt Nam
- 1995 – Gigi Hadid, ca sĩ và diễn viên người Mỹ
- 1999 – Son Chae-young thành viên nhóm nhạc Twice (nhóm nhạc) người Hàn Quốc
- 2000 – Jeno, ca sỹ, vũ công nhóm NCT
- 2018 – Vương tôn Louis xứ Wales, con trai thứ ba của Vương tử – Thân vương xứ Wales William và Catherine Middleton.

## Mất
- 1124 – Vua Alexander I của Scotland (s. 1078)
- 1251 – Trần Liễu, tước hiệu An Sinh vương, cha của Đại vương Trần Hưng Đạo (s. 1211).
- 1616 – William Shakespeare, nhà văn, nhà soạn kịch người Anh (s. 1564)
- 2007 – Boris Yeltsin, Tổng thống đầu tiên của Nga (s. 1931)

## Những ngày lễ và ngày kỷ niệm
- Ngày Sách và Bản quyền Thế giới (từ năm 1995)
- Ngày Lễ Thánh George:
  - Ngày quốc gia Anh
  - Tổ chức như Ngày Lễ Thánh Jordi ở xứ Catalan, cho quà tặng sách vở và hoa hồng